# Affaire Claude Guillot
L'affaire Claude Guillot concerne le pasteur baptiste indépendant Claude Guillot reconnu coupable de violences physiques et psychologiques sur cinq enfants. Un recours collectif est déposé, en 2021, contre Claude Guillot, les églises baptistes de Québec et de Victoriaville, ainsi que l’Association d'Églises baptistes évangéliques au Québec supposées « complices » des abus physiques, psychologiques et sexuels que le pasteur a fait subir à ses victimes alors qu'il était membre de l'Association de 1980 à 2003. Claude Guillot est condamné, en décembre 2022, à huit ans de pénitencier.

## Historique
En 1980, il étudie le programme fondamentaliste d’éducation chrétienne accélérée (ACE pour Accelerated Christian Education) au Texas. Puis il fonde cette même année l’école La Bonne Semence de Victoriaville. En 1984, après des plaintes de parents pour des corrections physiques, il est démis de ses fonctions de directeur. En 1990, il devient pasteur à l’église évangélique baptiste de Québec-Est . En 1992, le pasteur Paul Leslie de Québec signale le comportement violent du pasteur à la Direction de la protection de la jeunesse, mais aucune action n’est prise . En 1993, après avoir entendu des plaintes sur le contrôle excessif du pasteur par deux jeunes de l’école, l’Église de Chauveau signale le comportement du pasteur à l’Association d’Églises baptistes évangéliques au Québec. En 1994, après une enquête, l’Association se dissocie des actions du pasteur, mais revient sur sa décision quelques mois plus tard. En 2000, l’Église de Chauveau signale à nouveau le comportement violent du pasteur à l’Association, sans qu’une nouvelle enquête soit menée. Cette même année, avec sa fille, il fonde une école clandestine promouvant les corrections physiques dans le sous-sol de sa maison .
En 2003, il quitte l’Association et devient indépendant. Malgré d’autres signalements à la Direction de la protection de la jeunesse effectués en 2004, 2005 et 2013, ce n’est qu’après une 5e dénonciation en 2014, que les enfants ont été retirés de l’école .
Le pasteur Claude Guillot est arrêté et emprisonné en décembre 2015. L'acte d'accusation indique qu'il a commis des voies de fait contre cinq jeunes âgés de 4 à 15 ans de 1983 à 2014. Quatre d'entre eux présentent des lésions corporelles et trois ont été séquestrés.
Claude Guillot aurait exercé des violences physiques sur près d’une cinquantaine d’enfants à Victoriaville et de plus aurait séquestré d’autres dans sa résidence de Québec. L'un d'eux est resté 13 ans, entre 8 et 21 ans, sans sortir de la maison du pasteur : « On parle d’une personne qui s’est carrément fait voler une partie de sa vie. Qui arrive à l’âge adulte, qui se sauve de chez monsieur Guillot, qui n’a jamais eu de compte bancaire, qui n’a pas eu d’emploi, qui à part apprendre la Bible par cœur, n’a fait aucun apprentissage et qui, à toute fin pratique, est traumatisée et ne peut pas fonctionner en société ».

## Procès
En avril 2022, le pasteur évangéliste baptiste Claude Guillot est reconnu coupable de 18 chefs d’accusation pour avoir fait subir à cinq enfants des châtiments corporels, à Québec et à Victoriaville, entre 1982 et 2014. Par ailleurs, un recours collectif est déposé contre Claude Guillot, les églises évangéliques de Québec et de Victoriaville, ainsi que l’Association d'Églises baptistes évangéliques au Québec supposées « complices » des abus physiques, psychologiques et sexuels que le pasteur aurait fait subir à ses victimes ,.
Claude Guillot est condamné, en décembre 2022, à huit ans de pénitencier par le juge Christian Boulet à Québec,.